# Книга о рыцаре и оруженосце
«Книга о рыцаре и оуженосце» (исп. Libro del cavallero et del escudero) — произведение кастильского писателя Хуана Мануэля, написанное в 1326 году и сохранившееся частично. Представляет собой рассказ о рыцарских идеалах, оформленный как набор поучений старого рыцаря молодому оруженосцу (впоследствии в формате диалога был написан и роман Мануэля «Граф Луканор»).
Основным источником для Мануэля стала «Книга о рыцарском ордене» Рамона Льюля. Автор излагает характерные для своей эпохи представления о мире, человеке, аде и рае, по его собственным словам, «в манере, в какой рассказывают разные побасёнки в Кастилии».